# SŽD-Baureihe ВЛ41
Die SŽD-Baureihe ВЛ41 (deutsche Transkription WL 41) der Sowjetischen Eisenbahnen (SŽD) war eine vierachsige Elektrolokomotive für den Betrieb auf Magistralen mit Wechselstrom. Sie wurde aus Industrie-Elektrolokomotiven entwickelt, die zum Betrieb unter Fahrdraht ausgerüstet waren und eine separate Dieselmotor-Generator-Einheit hatten, und waren für den Rangierdienst vorgesehen. Sie wurden von 1963 bis 1964 von der Elektrolokomotivenfabrik Dnipropetrowsk ausgeliefert.

## Historie und Konstruktion
Zum Anfang der 1960er Jahre fällte das Ministerium für das Eisenbahn- und Nachrichtenwesen der SŽD die Entscheidung zum Beginn des Baues von Elektrolokomotiven für den Rangierdienst auf Strecken mit 25 kV 50 Hz Wechselstrom. Der Bau dieser Lokomotive wurde der Elektrolokomotivenfabrik Dnipropetrowsk übertragen, die schon vorher Elektrolokomotiven für Industriebetriebe gebaut hatte. Die Projektierung begann Anfang 1960, wobei die Lieferung von vierachsigen und sechsachsigen Rangier-E-Loks mit autonomer Diesel-Generator-Einheit geplant war. Doch die Entscheidung für die neue Elektrolokomotive der Staatsbahn fiel auf eine vierachsige Lokomotive ohne autonome Krafteinheit. Die Lokomotive war für das Spannungssystem 25 kV 50 Hz Wechselstrom vorgesehen, die Gleichrichtung zu den Fahrmotoren mit Gleichstrom wurde mittels ignitronen Gleichrichtern durchgeführt. Als Basiseinheit für die neue Lokomotive wurde eine Industrielokomotive des Werkes mit der Bezeichnung Д100M (D100M) verwendet, die noch eine autonome Diesel-Generator-Einheit besaß. Ursprünglich sollten die neuen Lokomotiven die Bezeichnung  Д92 (D92) erhalten, mit der Indienststellung erhielten sie jedoch die Bezeichnung ВЛ41 (WL41). Die erste Lokomotive wurde 1963 gebaut.
Der Kasten der Lokomotive war eine Schweißkonstruktion und analog der SŽD-Baureihe ВЛ60 ausgeführt. Die Räderpaare, die Traktions-Elektrofahrmotoren und die Übersetzung waren wie bei der SŽD-Baureihe ВЛ8 ausgeführt. Für die Gleichrichtung des Stromes dienten sechs Ignitronen, die in zwei Gruppen zu je drei parallelen Elementen angeordnet waren. Das Antriebsschema war wie bei der Elektrolokomotive ВЛ60 ausgeführt. Die Masse der Lokomotive betrug 92 t.
Die Resultate der Prüfung zeigten, dass die Elektrolokomotive keine gute Lage im Gleis hatte, diese war schlechter als bei der SŽD-Baureihe ВЛ80. Darum wurde für die Serienlokomotiven die Verwendung einer zusätzlichen Dämpfung der Federung zwischen den Drehgestellen und dem Lokkasten entschieden. Dies führte aber nur zur Dämpfung der Lokomotive und zu einer höheren Belastung des Oberbaues. Daher musste die Höchstgeschwindigkeit der Lokomotive, die ursprünglich für 100 km/h vorgesehen war, auf 70 km/h beschränkt werden. Insgesamt wurden 78 Elektrolokomotiven der Serie ausgeliefert (28 Lokomotiven 1963 und 50 Lokomotiven 1964).

## Modifikationen
1966 wurde eine Elektrolokomotive der Reihe ВЛ41 in eine Lokomotive für den kombinierten Fahrdraht/Akkumulatorenbetrieb umgebaut. An der Lokomotive wurde ein zweiachsiger Tender mit der Akku-Batterie angehängt. Dieser nahm auch einen Teil der elektrischen Ausrüstung auf, was zu einer Senkung der Gleisbelastung führte. Sicherlich entstand diese Version aufgrund von Überlegungen, dass die Lokomotive auch freizügiger auf Bahnhofsgleisen ohne überspannten Fahrdraht eingesetzt werden konnte.
Die Akku-Batterien konnten sowohl auf Halteplätzen als auch während des Betriebes unter dem Fahrdraht geladen werden. Wurde die Lokomotive mit Speisung der Fahrmotoren von der Batterie betrieben, konnte sie nur im Rangierdienst gefahren werden. Über die Verbreitung der Modifikation sind aus der Literatur keine Angaben zu entnehmen.
Eine weitere Modifikation entstand 1975–1977 bei 13 Elektrolokomotiven an den Gleichrichtern, die an Stelle der ignitronen Gleichrichter solche aus Silizium erhielten. Diese Lokomotiven erhielten die Bezeichnung  ВЛ41K (WЛ41K).

## Betrieb

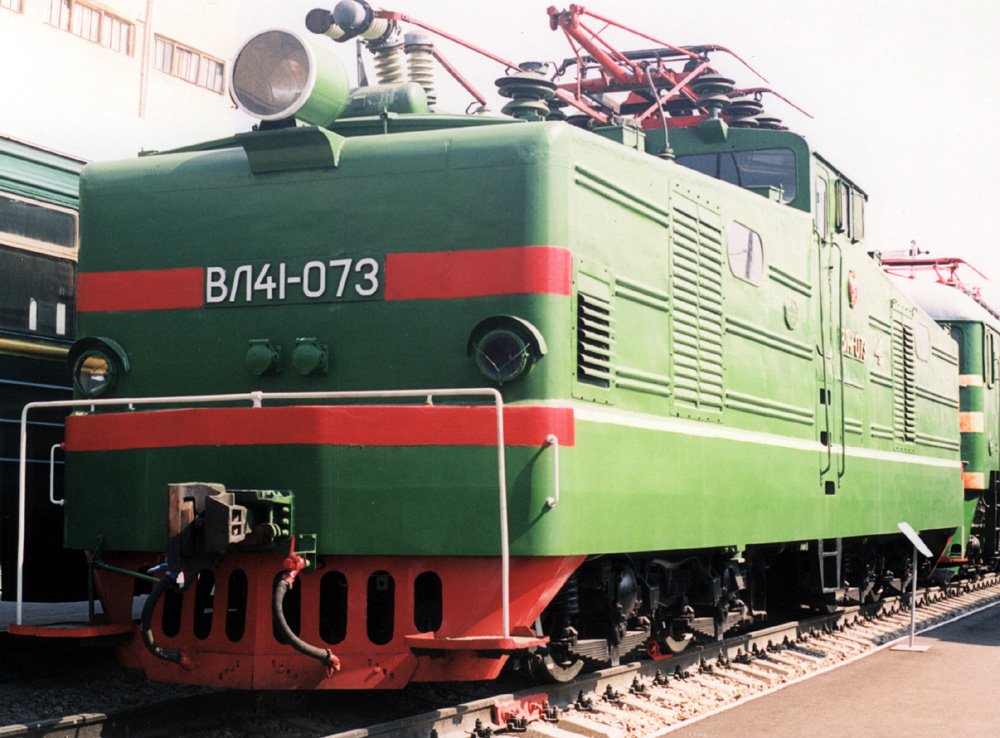
Elektrolokomotive ВЛ41.073 im Eisenbahnmuseum Rostow am Don

Die Lokomotiven wurden für die Rangierarbeit den Gesellschaften Wostotschno-Sibirskaja schelesnaja doroga, Gorkowskaja schelesnaja doroga, Sapadno-Sibirskaja schelesnaja doroga, Moskowskaja schelesnaja doroga, Odeska Salisnyzja, Sewero-Kawkasskaja schelesnaja doroga und Jugo-Wostotschnaja schelesnaja doroga zugeteilt. Im Betriebseinsatz zeigten die Lokomotiven eher ungenügende Anwendungsmöglichkeiten für den Rangierdienst; das lag besonders an der ungünstigen Reibungsmasse, der hohen Belastung der Schienen - Zugkraft und Geschwindigkeit wurden nicht als ausreichend erachtet, und gleichfalls war die Bespannung der Bahnhöfe mit Fahrdraht noch nicht durchgängig entwickelt. Daher hielten sie sich nicht lange im Betriebsdienst, sondern wurden bald für den Industriebetrieb auf Strecken der Kohleförderung bzw. zur Verwendung als fahrbare Elektrostationen umgesetzt. Für den zweiten Fall wurden die Wicklungen des Transformators auf 10 kV umgeändert. Schon 1970–1975 wurde der größte Teil der Lokomotiven aus den Inventarlisten gestrichen. Die letzte Lokomotive hielt sich bis 1990, es handelte sich hierbei um eine modifizierte ВЛ41K.
Der Bau einer geplanten sechsachsigen Elektrolokomotive mit autonomer Diesel-Generator-Einheit hätte vielleicht die Probleme des Einsatzes gelöst, die Entscheidung fiel aber zu Gunsten der Entwicklung und des Baus einer Elektrolokomotive mit integrierter Akku-Batterie für den fahrdrahtunabhängigen Betrieb (SŽD-Baureihe ВЛ26).
Erhaltene Lokomotiven sind in den Eisenbahnmuseen in Sankt Petersburg (ВЛ41.060) sowie Rostow am Don (ВЛ41.073) bekannt.